# Balisundet
Balisundet är ett sund i Indonesien. Det ligger i den sydvästra delen av landet, 900 km öster om huvudstaden Jakarta.